# The New Editor (film 1915)
The New Editor è un cortometraggio muto del 1915 scritto, diretto e interpretato da John A. Murphy.

## Produzione
Il film fu prodotto dalla Lubin Manufacturing Company.

## Distribuzione
Distribuito dalla General Film Company, il film - un cortometraggio 120 metri - uscì nelle sale USA il 5 gennaio 1915. Nelle proiezioni, veniva programmato con il sistema dello split reel, accorpato in un'unica bobina con un altro cortometraggio prodotto dalla Lubin, They Looked Alike.